# Treno DB ICE 1
Il treno DB ICE 1 (ICE=acronimo di InterCityExpress) è un treno ad alta velocità tedesco entrato in servizio nel 1991; è la prima generazione dei treni AV delle ferrovie tedesche.